# الجنرال دير ناخريختنتروينب
```
كان الجنرال دير ناخريشتنتروب
 (حرفيًا: جنرال في قوات الاتصالات) 
جنرال الفرع
 OF8 في 
الجيش الألماني
، والذي أدخله 
فيرماخت
 في عام 1940.
```

كانت الرتبة معادلة للجنرال دير كافاليري والجنرال دير أرتيليري والجنرال دير إينفانتيري. قدم فيرماخت أيضًا الجنرال دير جبيرجستروب (القوات الجبلية)، والجنرال دير بيونيير (المهندسين)، والجنرال دير فولشيرميرتروب (قوات المظلات)، والجنرال دير فليغر (الطيارون)، والجنرال دير ناخريختنتروينب (قوات الاتصالات)، والجنرال دير لوفتشناتشيرتروبه (قوات الاتصالات الجوية).
شغل ضابطان فقط هذه الرتبة؛ إريك فيجيلبيل (1886-1944) من 1 أغسطس 1940 حتى إقالته بعد مؤامرة 20 يوليو وألبرت برون (1894-1975) الذي تم تعيينه في 1 أكتوبر 1944 وخدم حتى أسر في مايو 1945.